# Il dono più prezioso
Il dono più prezioso (La Plus Précieuse des marchandises) è un film del 2024 scritto e diretto da Michel Hazanavicius, tratto dal romanzo per ragazzi di Jean-Claude Grumberg Una merce molto pregiata.

## Trama
Durante l'Olocausto, una coppia di contadini polacchi raccoglie un bambino ebreo che è stato gettato, presumibilmente dai genitori, da un treno della morte in corsa e decide di prendersene cura nonostante i loro pregiudizi antisemiti.

## Produzione
La produzione del film è stata interrotta dallo scoppio della pandemia di COVID-19, permettendo ad Hazanavicius di girare nel frattempo Cut! Zombi contro zombi.

## Distribuzione
Il film è stato presentato in anteprima il 24 maggio 2024 in concorso al 77º Festival di Cannes. È stato distribuito nelle sale cinematografiche francesi dalla StudioCanal a partire dal 30 novembre 2024. Sarà distribuito in quelle italiane dalla Lucky Red tra gennaio e febbraio 2025, dopo essere originariamente previsto per il 23 gennaio.

## Accoglienza

### Critica
Antonio D'Onofrio di Sentieri selvaggi dà al film 3 stelle e mezzo su 5 e lo definisce "un bel racconto triste e malinconico".

## Riconoscimenti
- 2024 - Festival di Cannes
  - In concorso per la Palma d'oro
- 2025 – Premio César[4]
  - Candidatura per il miglior film d'animazione
  - Candidatura per il miglior adattamento a Michel Hazanavicius e Jean-Claude Grumberg
  - Candidatura per la migliore musica ad Alexandre Desplat
- 2025 – Premio Lumière[5]
  - Candidatura per il miglior film d'animazione
  - Candidatura per la migliore musica ad Alexandre Desplat
- 2025 - Premio Magritte
  - Miglior film straniero in coproduzione